# 47 TCN
Năm 47 TCN là một năm trong lịch Julius. 